# Rhexia nashii
Rhexia nashii är en tvåhjärtbladig växtart som beskrevs av John Kunkel Small. Rhexia nashii ingår i släktet Rhexia och familjen Melastomataceae. Inga underarter finns listade i Catalogue of Life.